# Helluomorphoides nigripennis
Helluomorphoides nigripennis är en skalbaggsart som beskrevs av Pierre François Marie Auguste Dejean. Helluomorphoides nigripennis ingår i släktet Helluomorphoides och familjen jordlöpare. Inga underarter finns listade i Catalogue of Life.